# NGC 4627
NGC 4627 (również PGC 42620 lub UGC 7860) – galaktyka eliptyczna (E4/P), znajdująca się w gwiazdozbiorze Psów Gończych. Odkrył ją William Herschel 20 marca 1787 roku.

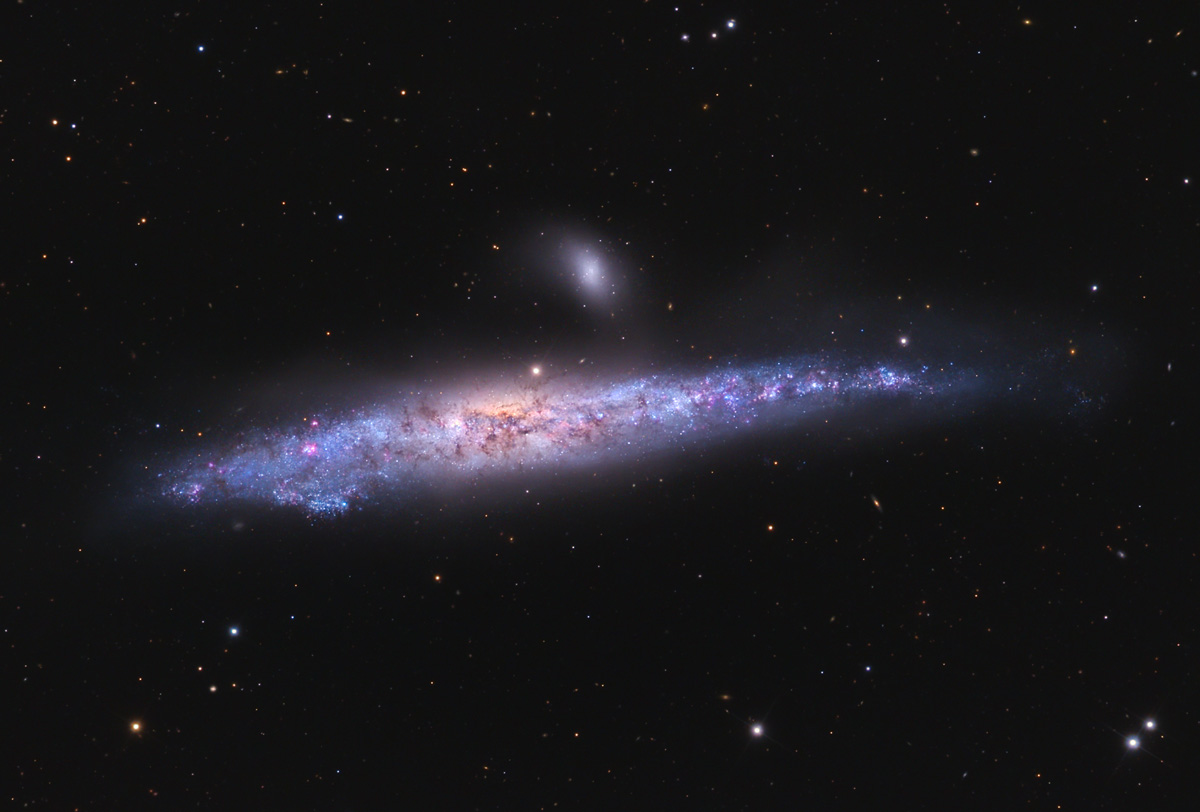
NGC 4627 widoczna jako mała plamka powyżej galaktyki NGC 4631 (Mount Lemmon SkyCenter)

NGC 4627 jest satelitą znacznie większej galaktyki NGC 4631. Obie razem zostały skatalogowane jako obiekt Arp 281 w Atlasie Osobliwych Galaktyk Haltona Arpa.